# Heinz Bingenheimer
Heinz Bingenheimer (* 1923 in Köppern; † 17. August 1964) war ein deutscher Science-Fiction-Autor. Er benutzte die Pseudonyme Henry Bings bzw. H. Bings.

## Leben
Kriegsbedingt legte Heinz Bingenheimer sein Notabitur ab und wurde zum Dienst in der Marine einberufen. Nach Kriegsende machte er sich als Handelsvertreter selbständig. 1956 erschien sein erster Roman.
Beim neu gegründeten Science Fiction Club Deutschland leitete er ab 1955 die Buchabteilung und gründete zwei Jahre später die SF-Buchhandlung Transgalaxis in Friedrichsdorf, die heute noch besteht und von seinem Sohn Rolf, bis zu dessen Tod am 7. Feb. 2020, weitergeführt wurde. Auf diese Weise gestaltete er die Entwicklung der deutschen Science-Fiction-Literatur mit, indem er international bekannte Autoren, darunter Philip K. Dick und Stanislaw Lem, nach Deutschland brachte und zum Teil auch selbst übersetzte.
Heinz Bingenheimer erlag 1964 im Alter von 41 Jahren einem Herzinfarkt.

## Werke
- Welten im Brand, Hönne Verlag, Balve, 1956, DNB 450471179 (unter dem Pseudonym Henry Bings, auch als TERRA Band 409 erschienen)
- Lockende Zukunft. Eine Utopische Anthologie (Herausgeber Henry Bings; mit Beiträgen von Clark Darlton, Karl-Herbert Scheer, William Voltz, Wolfgang Jeschke und Jay Grams) - Menden/Sauerland : Bewin-Verlag, 1957, DNB 770215076
- Katalog der deutschsprachigen utopisch-phantastischen Literatur 1460 - 1960 - Friedrichsdorf/Ts : Transgalaxis, 1960, DNB 450471160
- Der Sprung ins Nichts. Science-fiction-Roman, Balve i.W. : Balowa-Verlag, 1965, DNB 820743240 (Fragment von Henry Bings, vollendet durch Clark Darlton, auch als TERRA Band 404 erschienen)

## Übersetzungen
- Poul Anderson: Hüter der Zeiten (engl. Original: Guardians of Time) - München : Goldmann, 1961 (Z. 21)
- Charles Eric Maine: Heimweh nach der Erde (engl. Original: The Man Who Owned the World) - München : Goldmann, 1961 (Z. 22)
- Arthur C. Clarke: Die andere Seite des Himmels (engl. Original: The Other Side of the Sky) - München : Goldmann, 1961 (Z. 25)
- Zenna Henderson: Wo ist unsere Welt? (engl. Original: Pilgrimage) - München : Goldmann, 1961 (Z. 26)
- Mordecai Roshwald: Das Ultimatum (engl. Original: Level 7) - München : Goldmann, 1962 (Z. 27)
- Eric Frank Russell: Ferne Sterne (engl. Original: Far Stars) - München : Goldmann, 1962 (Z. 28)
- Lawrence Schoonover: Der rote Regen (engl. Original: Central Passage) - München : Goldmann, 1962 (Z. 35)

## Quelle
- Michael Nagula: Perry Rhodan Die Chronik. Band 1. - Höfen (Tirol) : Hannibal Verlag, 2011. S. 119f